# Банабаков, Тинко
Тинко Росенов Банабаков (болг. Тинко Росенов Банабаков; род. 22 апреля 1994, Велико-Тырново) — болгарский боксёр, представитель наилегчайших весовых категорий. Выступал за сборную Болгарии по боксу на всём протяжении 2010-х годов, бронзовый призёр чемпионата Европы, обладатель бронзовой медали Всемирных игр боевых искусств в Санкт-Петербурге, победитель и призёр турниров международного значения.

## Биография
Тинко Банабаков родился 22 апреля 1994 года в городе Велико-Тырново, Болгария. Заниматься боксом начал в возрасте четырнадцати лет, проходил подготовку в местном боксёрском клубе «Ивайло 99» под руководством тренера Евгения Донева.

### Любительская карьера
Первого серьёзного успеха на взрослом международном уровне добился в сезоне 2012 года, когда вошёл в состав болгарской национальной сборной и побывал на международном турнире «Ахмет Комерт» в Стамбуле, откуда привёз награду бронзового достоинства, выигранную в первой наилегчайшей весовой категории — на стадии полуфиналов был остановлен узбеком Муроджоном Ахмадалиевым. Также в этом сезоне выступил на чемпионате мира среди юниоров в Ереване, но попасть здесь в число призёров не смог.
В 2013 году стал серебряным призёром чемпионата Болгарии, уступив в решающем финальном поединке наилегчайшего веса Александру Александрову. Завоевал бронзовую медаль на Всемирных играх боевых искусств в Санкт-Петербурге, проиграв в полуфинале россиянину Вячеславу Ташкаракову, получил бронзу на домашнем международном турнире «Странджа» в Софии, боксировал на чемпионате Европы в Минске.
На домашнем европейском первенстве 2015 года в Самокове стал бронзовым призёром в первом наилегчайшем весе, проиграв в полуфинале российскому боксёру Василию Егорову. Принял участие в чемпионате мира в Дохе и в Европейских играх в Баку.
Пытался пройти отбор на летние Олимпийские игры 2016 года в Рио-де-Жанейро, но не смог этого сделать — провалил европейскую квалификацию в Самсуне и всемирную квалификацию в Баку.
В 2017 году выступил на чемпионате Европы в Харькове, проиграв в 1/8 финала испанцу Самуэлю Кармоне.
Представлял команду «Хорватские рыцари» в лиге World Series of Boxing, в 2018 году в рамках матчевой встречи со сборной Италии потерпел поражение по очкам от известного итальянского боксёра Винченцо Пикарди.

### Профессиональная карьера
Осенью 2018 года Тинко Банабаков планирует дебютировать на профессиональном уровне.